# لينة ناصر
لينا نصر (مواليد 2003) لاعبة شطرنج جزائرية، تحمل لقب أستاذة دولية منذ عام 2018.

## السيرة الذاتية والمسيرة الرياضية
ولدت لينا نصر في الجزائر عام 2003، وهي طالبة في كلية الطب، وبدأت ممارسة الشطرنج منذ صغرها.
توجت بلقب بطلة الجزائر للفئات العمرية تسع مرات على النحو التالي:
- فئة البراعم: سنة 2011[3]
- فئة الصغيرات: سنتي 2012[4] و2013[5]
- فئة الشبلات: سنتي 2014[6] و2015[7]
- فئة البنات: سنة 2016[8]
- فئة الفتيات: سنتي 2018[9] و2019[10]
- فئة الناشئات: سنة 2021[11]

كما توجت أربع مرات بلقب بطلة الجزائر للشباب (فئة أقل من 20 سنة) في الأعوام:
2017،
2018،
2019،
2021.
وفي سنة 2019، توجت بلقب بطلة الجزائر للسيدات عن عمر يناهز 16 سنة.

## وصلات خارجية
لينة ناصر على موقع الاتحاد الدولي للشطرنج (الإنجليزية)
- لينة ناصر على موقع مباريات الشطرنج (الإنجليزية)
- لينة ناصر على موقع 365Chess.com (الإنجليزية)
- لينة ناصر على موقع Chesstempo.com (الإنجليزية)
- اللاعبات على موقع تصنيف فيدي